# Thank you잖아!
〈Thank you잖아!〉(Thank youじゃん！ Thank you쟝![*])는 Kis-My-Ft2의 12번째 싱글이다.

## 개요
초회 생산 한정반 A, 초회 생산 한정반 B, 통상반, 키스마이 SHOP반, 세븐&아이 한정판의 5형태로 발매된다.
표제곡 〈Thank youじゃん!〉은 「올해도 여러 가지 일이 있었지만, 정말 고마워! 내년에도 모두가 좋은 해로 만들자!」라고 하는 마음이 담겨 있는, 모두가 노래하고 춤출 수 있는 해피튠이 완성!

커플링곡인 <君にあえるから>는 홋카이로 따끈따끈 당번 CM송으로 화제가 되고 있는, 주옥의 발라드 송이다.

## 수록곡

### 초회 생산 한정반 A
☆ 호화 특수 패키지
CD
1. Thank youじゃん！
2. 君にあえるから

DVD
1. 「Thank youじゃん！」MUSIC VIDEO
2. 멤버가 가르치는！！안무영상+「Thank youじゃん！」기획

※멤버 전원이 춤의 포인트를 강의. 모두 함께 안무를 기억해서 춤추자!&
멤버로부터 멤버에게 Thank you잖아！특별기획【DVD 수록내용: 약 22분】

### 초회 생산 한정반 B
☆ 호화 특수 패키지
CD
1. Thank youじゃん！
2. 君にあえるから

DVD
1. 「Thank youじゃん！」멀티앵글 MUSIC VIDEO
2. MUSIC VIDEO&자켓 촬영 메이킹 밀착 영상

※20시간에 달하는 MV 촬영을 완전 밀착한 꼭 봐야하는 콘텐츠!
내레이션은 타마모리 유타가 담당!
【DVD수록내용：약33분】

### 통상반
☆ 초회 슬리브 사양

☆ 시리얼 코드 봉입 추첨으로 키스마이 신춘 이벤트에 초대합니다! 

☆ 호화 28P 포토 부클렛
CD
1. Thank youじゃん！
2. 君にあえるから
3. Holy night with you
4. Christmas Kiss

### 키스마이 SHOP반
☆ 솔로 픽처 레이블

☆ 멤버 솔로 메시지 영상 시청 (AR 응용 프로그램 사용)

・무네큥!츤데레!? 멤버가 크리스마스 밤에 1분동안 당신의 집에 온다!? 

・멤버의 Thank you잖아!

☆ 오리지날 솔로 클리어파일 (A5크기) 

☆ 각 멤버 ver
CD
1. Thank youじゃん！
2. 君にあえるから
3. Holy night with you
4. Thank youじゃん！ -Happy Winter ver.-

### 세븐&아이 한정판
CD
1. Thank youじゃん！
2. 君にあえるから
3. Holy night with you
4. Thank youじゃん！ -Happy Winter ver.-

DVD
1. 세븐 일레븐 재팬「Kis-My-Ft2캠페인」CM 메이킹 영상
2. 「Thank youじゃん！」레코딩 밀착 영상

※녹음에 도전하는 멤버에게 다가간다!&○○노랫소리를 대담공개!? 멤버의 사복 패션에도 주목!
내레이션: 타마모리 유타 【DVD수록내용：약29분】